# Passaporto nord-cipriota
     Cipro del Nord
     Visto gratuito all'ingresso
     Paesi che richiedono un visto preventivo
     Paesi che non riconoscono il passaporto nord-cipriota

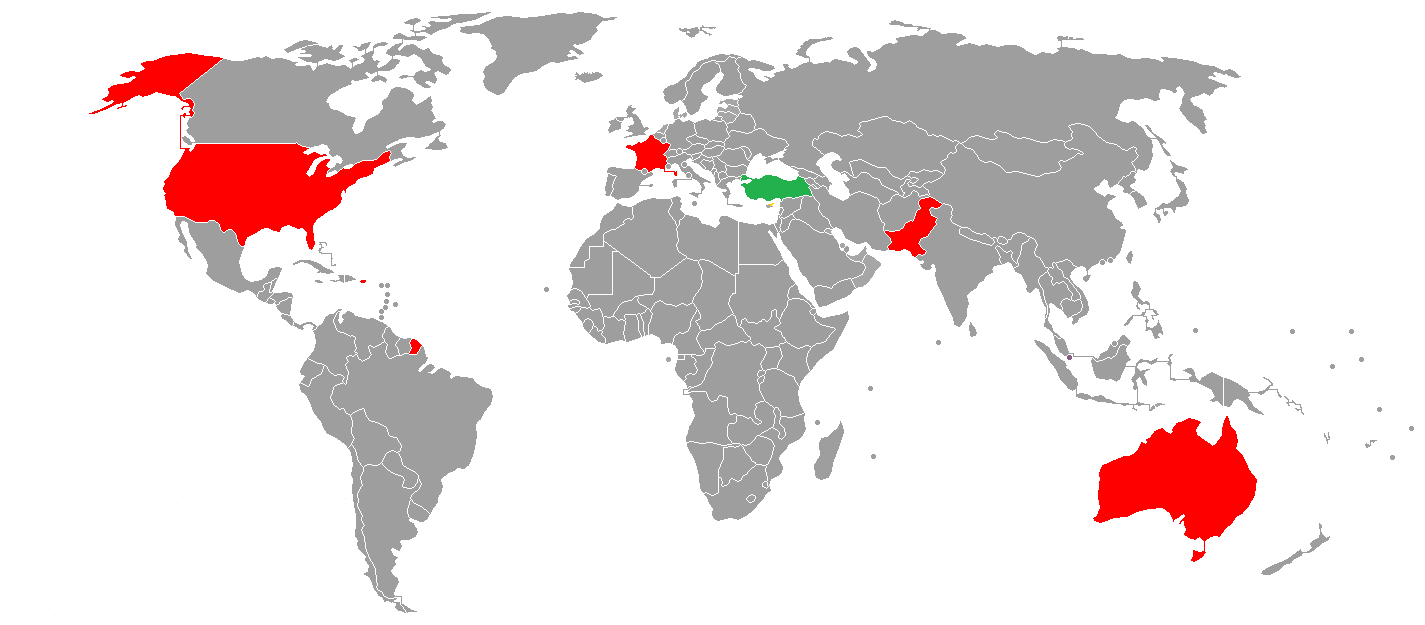
Paesi e territori che riconoscono la validità del passaporto nord-cipriota
Cipro del Nord
Visto gratuito all'ingresso
Paesi che richiedono un visto preventivo
Paesi che non riconoscono il passaporto nord-cipriota

Il passaporto nord-cipriota è un documento di identità rilasciato ai propri cittadini dall'autoproclamata Repubblica Turca di Cipro del Nord.
I titolari del passaporto nord-cipriota possono visitare 7 paesi del mondo che hanno stipulato accordi con il governo cipriota del Nord. Questi paesi sono: Australia, Pakistan, Francia, Tanzania, Turchia, Stati Uniti e Regno Unito.
Le autorità dell'Unione europea e tutti gli Stati membri, tranne la Francia, negano qualsiasi validità a questo documento poiché rilasciato da uno Stato non riconosciuto a livello internazionale.

## Caratteristiche
Il passaporto nord-cipriota ha la copertina di colore rosso borgogna e il testo è in turco e inglese. Nel passaporto biometrico (e-passport) compare anche l'apposito simbolo.
Gli abitanti turco-ciprioti della Repubblica Turca di Cipro del Nord vengono considerati dal governo della Repubblica di Cipro come cittadini ciprioti a tutti gli effetti e di conseguenza possono richiedere documenti di identità e passaporti e come tali possono essere considerati cittadini europei.

I coloni turchi, invece, non hanno diritto alla cittadinanza cipriota.